# Vladimir Isajčev
Vladimir Evgen'evič Isajčev (in russo Владимир Евгеньевич Исайчев?; Samara, 21 aprile 1986) è un ex ciclista su strada e pistard russo, professionista dal 2008 al 2016 e campione nazionale in linea nel 2013.

## Carriera
Da junior, nel 2003 a Mosca, vince i campionati europei nell'inseguimento a squadre. Passato professionista su strada nel 2008 con la Karpin Galicia, nei primi tre anni da pro ottiene come migliori piazzamenti un secondo e un quarto posto di tappa alla Volta a Portugal 2010.
Trasferitosi al Team Katusha nel 2011, in stagione coglie un quarto posto di tappa all'Eneco Tour, mentre nel 2012 si aggiudica la quinta tappa del prestigioso Tour de Suisse e partecipa alla prova su strada dei Giochi olimpici di Londra; in entrambe le stagioni viene inoltre convocato per il campionato del mondo. Nel 2013 si laurea campione nazionale in linea.

## Palmarès

### Strada
- 2012 (Katusha Team, una vittoria)

5ª tappa Tour de Suisse (Olten-Trimbach > Gansingen)
- 2013 (Katusha Team, una vittoria)

Campionati russi, Prova in linea
- 2015 (Katusha Team, una vittoria)

3ª tappa Vuelta a Burgos (Castrojeriz > Villadiego)

### = Altri successi
- 2015 (Katusha Team)

Prologo Österreich-Rundfahrt (Vienna, cronosquadre)

### Pista
- 2003 (Juniores)

Campionati europei, Inseguimento a squadre juniors (con Michail Ignat'ev, Nikolaj Trusov e Anton Mindlin)

## Piazzamenti

### Grandi Giri
- Giro d'Italia

2009: 164º
- Tour de France

2011: ritirato (13ª tappa)
2014: 157º
- Vuelta a España

2010: 133º
2013: 131º

### Classiche monumento
- Milano-Sanremo

2013: 135º
- Giro delle Fiandre

2011: 38º
2012: 88º
2013: 100º
2014: ritirato
- Parigi-Roubaix

2012: ritirato
2013: ritirato
2014: 126º
2015: ritirato
2016: ritirato

### Competizioni mondiali
- Mondiali su strada

Copenaghen 2011 - In linea Elite: 85º
Limburgo 2012 - In linea Elite: 88º
- Giochi olimpici

Londra 2012 - In linea: 52º